# Phare de Joanes
Le phare de Joanes (en portugais : Farol de Joanes ou  Farol de Ponta da Guarita) est phare situé sur un promontoire de la grande île de Marajó, au nord de Belém. (État de Pará - Brésil).
Ce phare est la propriété de la Marine brésilienne et il est géré par le Centro de Sinalização Náutica e Reparos Almirante Moraes Rego (CAMR) au sein de la Direction de l'Hydrographie et de la Navigation (DHN).

## Description
C'est une tour quadrangulaire en poutrelles métalliques de 17 m de haut, avec plateforme et lanterne au sommet. Elle est peinte en blanc. Elle est érigée à l'ouest de l'île, à environ 15 km au sud de Salvaterra.
Il émet, à 23 m au-dessus du niveau de la mer, un éclat blanc toutes les 10 secondes. Sa portée maximale est de 25 kilomètres.
Identifiant : ARLHS : BRA060 ; BR0172 - Amirauté : G0024 - NGA : 110-17564.

## Caractéristique dufeu maritime
- Fréquence sur 10 secondes :
  - Lumière : 1 seconde
  - Obscurité : 9 secondes

### Lien connexe
- Liste des phares du Brésil